# 炭そ病

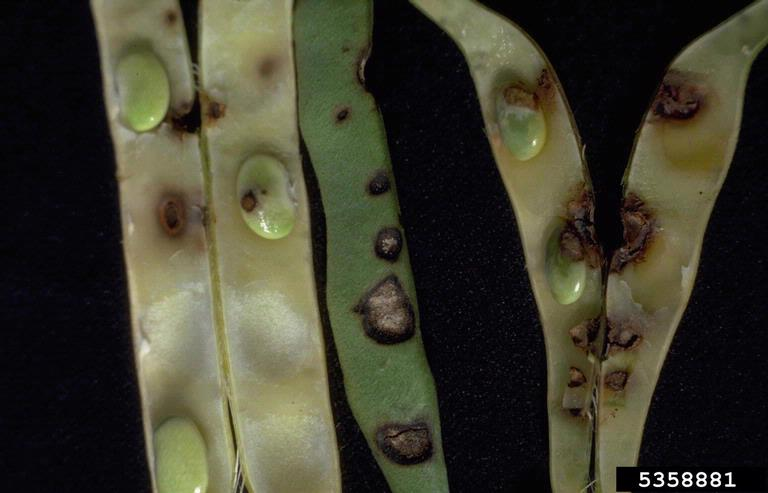
炭そ病に罹ったエンドウマメ

炭そ病（炭疽病、たんそびょう）は、主に糸状菌のColletotrichum属菌によって引き起こされる植物の病害である。

## 概要
果樹、野菜、花卉などの園芸作物をはじめ、樹木類、芝草などといった広範囲の植物に発生する病害である。世界的には亜熱帯地域、熱帯地域においても幅広く発生しており、マンゴー、アボカド、バナナ、コーヒーなどの果実やトウモロコシ、サトウキビ、ソルガムといった穀物で大きな被害を与えている。
農業生物資源ジーンバンクの「日本植物病名データベース」において登録されている日本での炭そ病の宿主植物は、合計で約320種。広葉樹96種、草花81種、野菜類41種、果樹類38種、特用作物24種、食用作物13種などと多くの植物に幅広く発生していることが確認できる。登録されている宿主植物のうち70種以上が複数種の炭そ病菌によって犯されており、宿主と病原菌の組合せは400通りを超えている。さらに新病害や病原菌も年々追加報告されており、今後も増加していくと予想されている。

## 炭そ病菌の分類
Colletotrichum属菌の分類は、分生子や付着器の形態、菌叢の色調、菌糸生育速度の培養性状によって暫定的に38種1変種8分化型に整理されていたが、分子系統解析が積極的に取り入れられた結果、再編が進められている。

## 発生と症状
炭そ病菌の多くの菌種の生育適温は、摂氏25度前後にあるため、春から秋にかけて発生することが多い。
また、伝染方法が雨滴伝搬であるため、梅雨や秋雨といった長雨や頭上灌水は発生を助長させる。この時期に台風などの強風を伴う降雨は発病を拡大させることになる。
炭そ病の症状や発生部位は植物によって様々であり、葉、茎、果実などの広範囲に及ぶ。果実や茎などの病斑部には窪みができやすく、また同心円状の輪紋を伴うのが共通的な特徴である。高湿度条件下では病斑部に鮭肉色の分生子塊を形成することがある。

## 防疫
炭そ病の防除においては、病害防除の基本である病原菌の密度を下げて病害の発生しにくい環境を作ることが必要となる。また、いずれの品目も薬剤防除が必須となっている。
イチゴ栽培を例に挙げると、感染親株を除去して無病親株を利用することが重要となるが、親株の定植時期は気温が低いため、炭そ病菌が潜在感染していても肉眼で感染の有無を判断することはできない。そのため、前年に炭そ病が発生した圃場からは親株を採取しないことや病害検定を行った信頼できる苗を親株として利用するといったことが必要となってくる。スイカやキュウリといった野菜類では前作の被害株を除去した上で使用済み支柱など用具の消毒も行うことが必要になってくる。ブドウやカキといった果樹類では前年に炭そ病が発生した罹病枝を剪定時に除去し、生育期も罹病枝や罹病果を取り除くことが必要となる。
炭そ病菌は水跳ねによって飛散するので、被害を拡大しないように降雨を防げる施設栽培は炭そ病発生抑制に非常に有効な方法である。イチゴでは育苗期の雨よけ栽培や底面給水、株元灌水育苗法や点滴灌水などの水跳ねのない灌水方法が導入されている。
薬剤としてはベンゾイミダゾール系剤やQoI剤が用いられているが、1991年にはベンズイミダゾール剤耐性菌が確認され、2003年に佐賀県においてQoI剤耐性菌が確認され、問題となっている。